# Río Zamaca
El río Zamaca es un curso de agua del norte de la península ibérica, afluente del Ebro. Discurre por la comunidad autónoma de La Rioja.

## Curso
El río, que discurre por la comunidad autónoma española de La Rioja, nace en el monte Cuña, de varios manantiales. A lo largo de su curso, baña lugares como Casalarreina, Zarratón, Rodezno, Cuzcurritilla, Ollauri y Gimileo. Acaba desaguando en el río Ebro a la altura de Briones. Aparece descrito en el decimosexto y último volumen del Diccionario geográfico-estadístico-histórico de España y sus posesiones de Ultramar de Pascual Madoz con las siguientes palabras:

ZAMACA: riach. de la prov. de Logroño, part. jud. de Haro; tiene origen de varios manantiales que nacen de los prados y llanuras de Castañares, donde toma el nombre que lleva; corre por las jurisd. de Casa la Reina, Zarraton, Rodezno, Cuzcurritilla, Ollauri y Jimileo ó Giimleo hasta meterse en el Ebro: no es muy caudaloso, pero si perenne. Con sus aguas se fertilizan algunas tierras de los pueblos por donde pasa, al propio tiempo que para dar impulso á un molino harinero de la v. de Ollanri: le cruzan 2 puentes de piedra sólidos y en buen estado, los cuales el uno pertenece también á aquella pobl., y con el que se facilita el paso al camino que dirige á Haro, atravesando la carretera, y el otro se encuentra en Gimileo, propiedad de la diputacion provincial; el cual se construyó á fines del siglo último cuando se abrió la carretera: ambos tienen un solo ojo de 15 á 16 pies de altura.
(Madoz, 1850, p. 453)